# غويا، خيريز دي لا فرونتيرا (مدينة)
غويا، خيريز دي لا فرونتيرا (بالإسبانية: Goya, Corrientes)‏ هي منطقة سكنية تقع في الأرجنتين في Goya Department. يقدر عدد سكانها بـ 77.349 نسمة وترتفع عن سطح البحر 62 متر.

## توأمة
لغويا، خيريز دي لا فرونتيرا (مدينة) اتفاقيات توأمة مع كل من:
- سالتو
- نويشتات باي كوبورغ
- ريكونكيستا، سانتا في
- ليك تشارلز
- سان جوان كابيسترانو
- أوروغوايانا، ريو غراندي دو سول

## أعلام
- بيدرو مونزون
- هوراسيو كاردوزو
- فيديريكو كاميريتشس
- ايمانويل دينينج